# أناسي الساحل التشادي
أناسي الساحل التشادي (باللاتينية: Sahelanthropus tchadensis) هو نوع قردة عليا يعود إلى 7 ملايين سنة مضت. تم اكتشافه في صحراء جراب في تشاد التي هي جزء من الساحل. من غير الواضح إذا كان يمكن تصنيفه تحت قبيلة Hominina فهناك حجج مؤيدة ومعارضة لذلك. والتعقيد الآخر في تصنيفه هو أن إنسان ساحل التشادي أكبر في العمر من اختلاف الشمبانزي والإنسان ويرجع هذا الأخير بما يقدّر بـ6.3 إلى 5.4 مليون سنة قبل الآن. اكتشف باحثون مؤخرا دليلا على أن «أناسي الساحل التشادي» لم يكن يسير على ساقين ولم يكن منتصب القامة ونتيجة لذلك فهو لا ينتمي لأشباه البشر ولا يُعد سلفا للإنسان الحديث. توصلوا لذلك الاستنتاج من خلال دراستهم لعظام الفخذ الأيسر للحفرية.

## الحفريات
تحتوي الحفريات الحالية على جمجمة توماي، وخمس قطع من الفك، وبعض الأسنان، مكونةً رأسًا يحتوي على مزيج من السمات المشتقة والبدائية. يشبه الدماغ الذي يتراوح حجمه من 320 سم إلى 380 سم مكعّب دماغ الشمبانزي الموجود حاليًا، وأصغر بشكل ملحوظ من حجم الدماغ البشري التقريبي الذي يبلغ 1350 سم مكعّب.
تختلف الأسنان، وعظام الحاجبين، وهيكل الوجه بشكل ملحوظ عن تلك الموجودة عند الإنسان العاقل. تُظهر سمات الجمجمة وجهًا منحدرًا أكثر، وأقواس أسنان على شكل حرف U، وأنيابًا صغيرة، وعظام حاجبين ثقيلة. تعرضت الجمجمة لبعض التشويه خلال فترة الإحاثة والاكتشاف.
يعتقد العلماء أن إنسان ساحل التشاد قد سار على قدمين، ولكن لم يجزم العلماء ذلك بسبب عدم اكتشاف بقايا عظام خلف القحف، وبالتالي كان موضوع امتلاك إنسان الساحل التشادي للقدمين أمرًا جدليًا.

## جدل حول عظم فخذ توماي
يشتبه «روبرتو ماكياريلي»، وهو عالم الأنثروبولوجيا والبروفيسور في جامعة بواتييه ومتحف التاريخ الطبيعي في باريس في أن مختبر ميشيل برونيت يحجب المعلومات حول عظم فخذ وُجد بالقرب من الجمجمة وذلك بعد خمسة عشر عامًا من اكتشاف العينة. قد يتسبب المختبر في تأخير تحديد هوية النوع في ما يتعلّق بامتلاكه لقدمين أم لا.

## الاكتشاف
اكتُشفت الحفريات في صحراء جوراب التشادية من قبل فريق فرنسي تشادي مكون من أربعة أشخاص، وهم التشاديين أدوم محمد، وجمدومالباي أهونتا، وغونغديبي فانوني بقيادة رجل فرنسي يُدعى آلان بوفيلين، وهم أعضاء البعثة الفرنسية لدراسة أصول البشر.
عُثر على جميع المواد المعروفة من إنسان الساحل بين تموز/يوليو في عام 2001 وآذار/مارس في عام 2002 في ثلاثة مواقع وهي تي أم 247 وتي أم 266 التي وُجد فيها معظم المواد بما في ذلك الجمجمة وعظم الفخذ، وتي أم 292. ادّعى المكتشفون أن إنسان الساحل التشادي هو أقدم سلف بشري معروف بعد انقسام الخط الإنساني عن الشمبانزي.

## العلاقة مع البشر والشمبانزي
قد يمثل إنسان الساحل سلفًا مشتركًا للبشر والشمبانزي ولكن لم يتفق العلماء على هذه الفكرة. إن وضع هذا النوع الأصلي كسلف بشري ليس كسلف شمبانزي سيعقّد صورة التطوّر البشري. إذا كان توماي سلفًا إنسانيًا مباشرًا، فإن ملامح وجهه تشكك في حالة الأسترالوبيثكوس الذي تشير التقارير إلى أن عظام حواجبه السميكة تشبه تلك الموجودة في بعض حفريات أشباه البشر اللاحقة (ولا سيما الإنسان المنتصب).
يوجد احتمال آخر بارتباط مستحاثة توماي بالبشر والشمبانزي على حدٍ سواء، ولكنه ليس سلفًا لهما. اقترح كل من بريجيت سينوت ومارتن بيكفورد وهم مكتشفي أورورين توجنسيس، أن ملامح إنسان الساحل التشادي تتفق مع أنثى غوريلا قديمة. لم يفقد الاكتشاف من أهميته في حال إثبات الاحتمال، وذلك بسبب العثورعلى عدد قليل جدًا من أسلاف الشمبانزي أو الغوريلا في أي مكان في إفريقيا.
إذا كان إنسان الساحل التشادي له علاقة بأسلاف من الشمبانزي أو الغوريلا، فإنه يمثل العضو الأكثر شهرة في سلالتهم. يشير إنسان الساحل التشادي إلى أن آخر سلف مشترك للإنسان والشمبانزي لا يمكن أن يشبه الشمبانزي الموجودة حاليًا كما كان يُفترض سابقًا من قبل بعض علماء الحفريات.
يُعتقد أن توماي قد دُفن في الماضي القريب، ويكشف تحليل التاريخ الحفري عن احتمال دفن واحد أو اثنين. وُجدت عينتان من القردة العليا (عظم الفخذ الأيسر والفك السفلي) في القبر نفسه إلى جانب بقايا الثدييات المختلفة؛ وبالتالي قد لا تكون الرواسب المحيطة بالحفريات هي المادة التي ترسبت فيها العظام في الأصل، فيؤكد ذلك ضرورة إثبات عمر الحفرية ببعض الوسائل الأخرى.
تعود الحيوانات الموجودة في الموقع وهي أنثراكوثريدا ليبكوسورس بتروتشي وسويد نيانزشويرس سيرتيكس إلى عمر يزيد عن 6 ملايين عام، لأن هذه الأنواع ربما كانت منقرضة بالفعل في ذلك الوقت.